# Heidrun Möller
Heidrun Möller (* 13. Mai 1945 in Meyenburg) ist eine deutsche Politikerin (SPD).

## Ausbildung und Beruf
Nach der Volksschule Klingenmünster besuchte sie das Neusprachliche Gymnasium in Landau in der Pfalz, wo sie 1965 das Abitur erwarb. Ein anschließendes Studium der Psychologie an der Johannes Gutenberg-Universität Mainz und der Universität des Saarlandes schloss sie 1975 als Diplom-Psychologin ab.
Von 1971 bis 1978 leitete sie die Beratungsstelle für Erziehungs-, Ehe- und Lebensfragen der Arbeiterwohlfahrt in Saarbrücken. Danach war sie von 1978 bis 1980 als stellvertretende Leiterin und danach bis 1989 als Leiterin der Saarbrücker Fachschule für Altenpflege der Arbeiterwohlfahrt tätig. In den Jahren 1989 bis 1991 lehrte sie an der Katholischen Fachhochschule für Sozialwesen und beim Fortbildungswerk des DGB. Im Anschluss war sie bis 1999 Regierungsangestellte beim Ministerium für Frauen, Arbeit, Gesundheit und Soziales in Saarbrücken – zuletzt als Leiterin des Referats Altenpolitik.

## Politik
Der SPD gehört Möller seit 1988 an. Sie ist Mitglied des Ortsvereinsvorstandes Homburg sowie des Kreisvorstandes Saar-Pfalz.
In den Jahren 1995 bis 1999 war sie Mitglied des Stadtrats Homburg. Außerdem war sie Seniorenbeauftragte der Stadt. Dem Landtag des Saarlandes gehört Möller seit der zwölften Legislaturperiode (1999) an. Dort ist sie Mitglied in den Ausschüssen Bildung, Kultur und Wissenschaft sowie Gesundheit und Soziales. Daneben führt sie den Vorsitz der Enquêtekommission Demografischer Wandel.

## Persönliches
Heidrun Möller ist evangelisch, verheiratet und hat zwei Kinder.